# Liste der Monuments historiques in Neuville-sur-Ain
Die Liste der Monuments historiques in Neuville-sur-Ain führt die Monuments historiques in der französischen Gemeinde Neuville-sur-Ain auf.

## Liste der Bauwerke
| Bezeichnung             | Beschreibung              | Standort             | Kennzeichnung | Schutzstatus | Datum | Bild           |
| ----------------------- | ------------------------- | -------------------- | ------------- | ------------ | ----- | -------------- |
| Schloss Thol            | Erbaut im 13. Jahrhundert | (Lage)               | PA00116443    | Inscrit      | 1927  | weitere Bilder |
| Schloss La Tour         | Erbaut im 19. Jahrhundert | (Lage)               | PA01000019    | Inscrit      | 2006  | weitere Bilder |
| Grotte de la Colombière |                           | La Colombière (Lage) | PA00116442    | Inscrit      | 1946  | weitere Bilder |

## Liste der Objekte
- Monuments historiques (Objekte) in Neuville-sur-Ain in der Base Palissy des französischen Kultusministeriums